# Надувний матрац

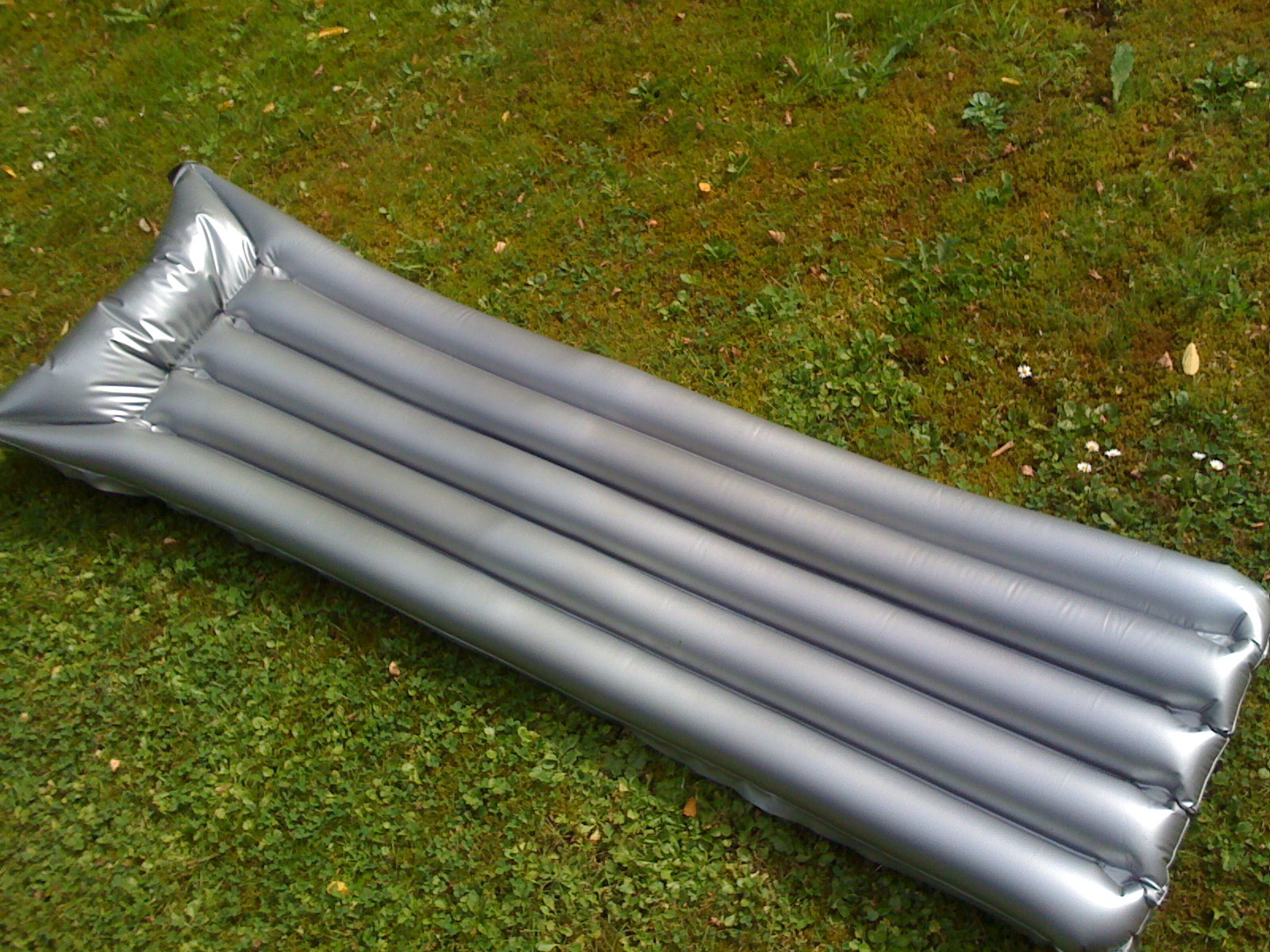

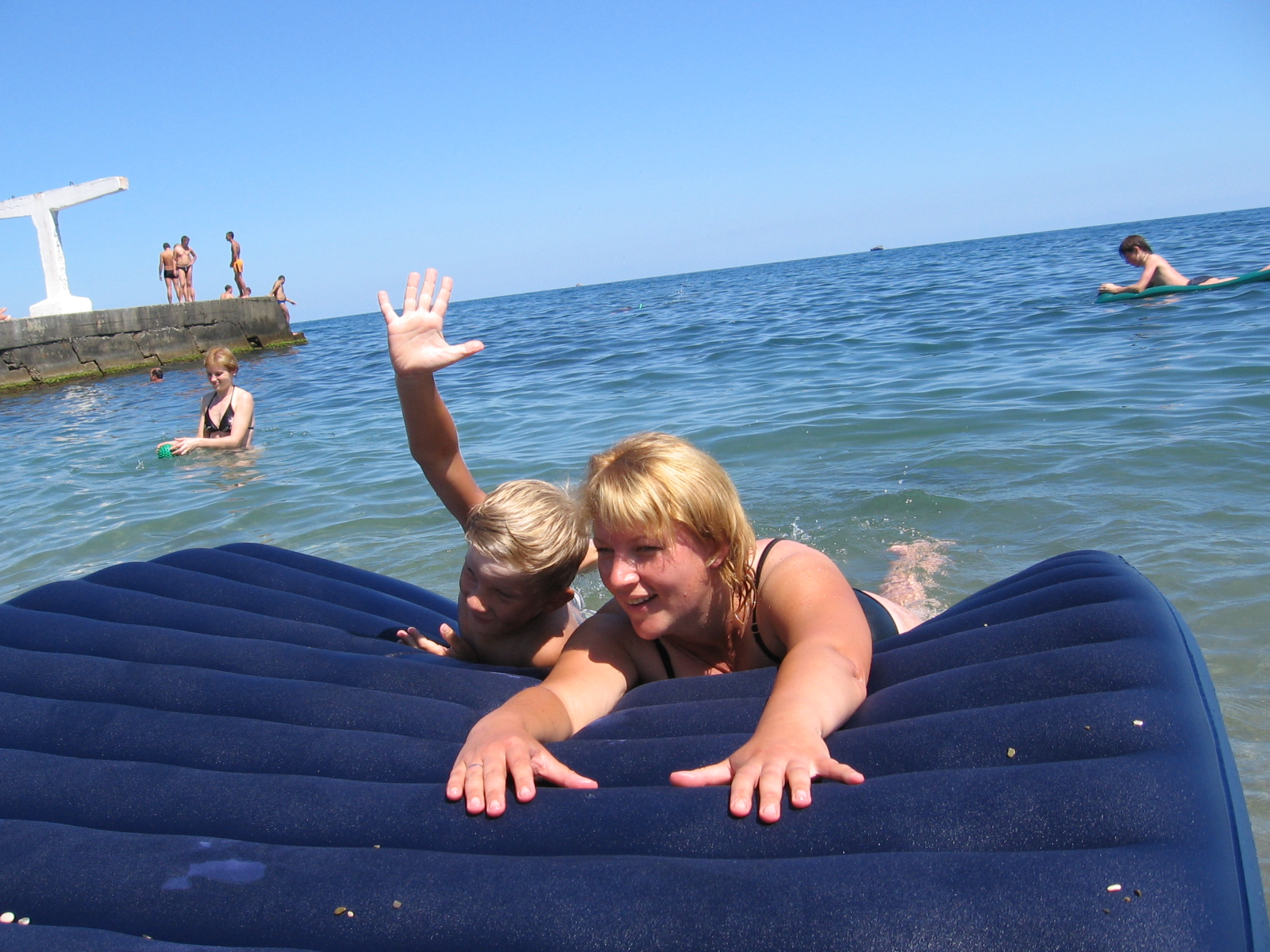

Надувни́й матра́ц — матрац, заповнений повітрям, який має різні застосування залежно від його призначення та конструкції: 
- плавзасіб, який зазвичай використовується при відпочинку влітку на морі, річці, на озерах. Конфігурація надувного матраца як правило прямокутна, рідше — фігурна, спеціальна (наприклад, надувний матрац-крісло)
- туристичне спорядження. Матрац для спання в польових умовах.
- матрац, заповнений повітрям, необов'язково такий, що здувається після використання. Дозволяє приймати гостей при мінімумі ліжок для розквартирування.